# Wien Ostbahnhof

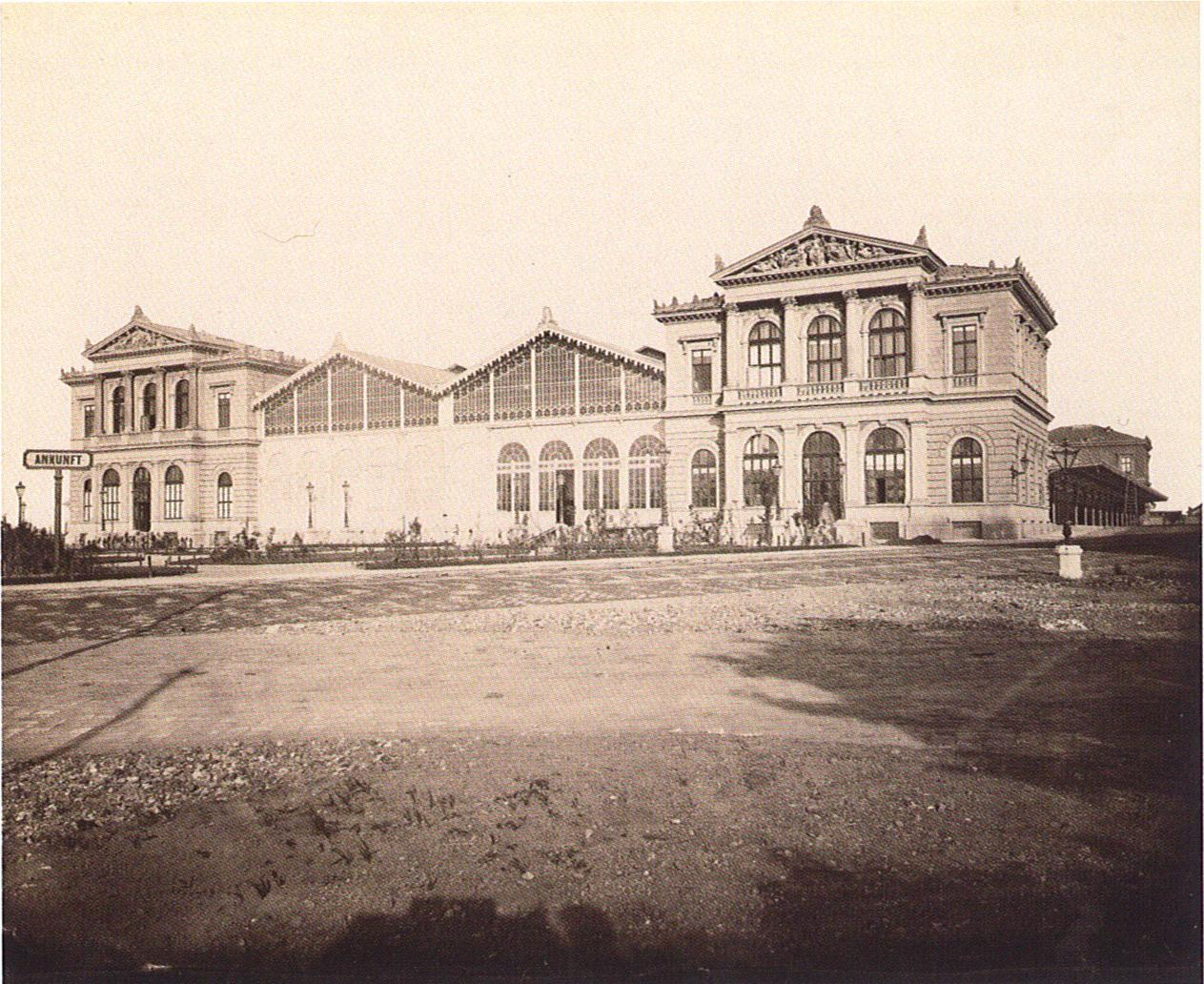
Straßenfront mit Ankunftsseite rechts (1880)

Der Wiener Ostbahnhof (ursprünglich als Centralbahnhof und später Staatsbahnhof bezeichnet) war der größte von ursprünglich sechs Fernbahnhöfen in Wien. Der anstelle des Raaber Bahnhofs errichtete Kopfbahnhof wurde 1870 von der Österreichisch-ungarischen Staatseisenbahngesellschaft errichtet und war zur Zeit der österreichisch-ungarischen Monarchie der wichtigste Bahnhof für Züge in Richtung Ungarn. Nach dem Zweiten Weltkrieg wurde er mit dem benachbarten Südbahnhof zu einem Baukörper vereinigt.
Er war der Ausgangspunkt von Ostbahn, Marchegger Ostbahn und Laaer Ostbahn.

## Geschichte

### Raaber Bahnhof

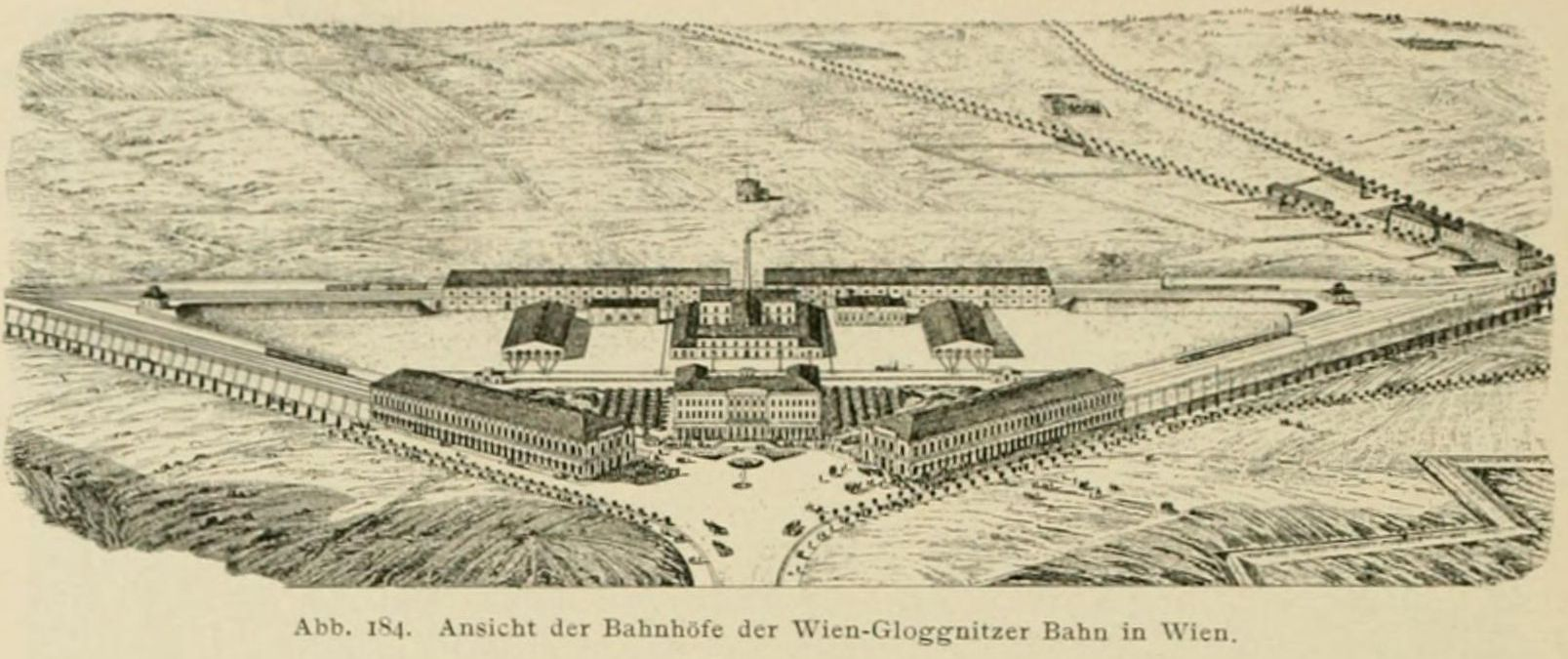
Die symmetrische Anlage von Raaber Bahnhof (links) und Gloggnitzer Bahnhof (rechts) ab 1846

Anstelle des später errichteten Ostbahnhofs stand der 1846 eröffnete Raaber Bahnhof der Wien-Raaber-Eisenbahngesellschaft (WRB), der unter Matthias von Schönerer in klassizistischem Baustil errichtet wurde. Er war der Ausgangspunkt der Raaber Bahn (spätere Ostbahn) nach Bruck an der Leitha und bildete mit dem nebenan errichteten Gloggnitzer Bahnhof einen „Doppelkopfbahnhof“, d. h. beide Bahnhöfe lagen symmetrisch angeordnet und waren architektonisch identisch. Sie teilten sich die mittig zwischen den Bahnhöfen gelegenen Verwaltungsgebäude, Remisen und Werkstätte. Aus letzterer entstand die Lokomotivfabrik der StEG.
Die von Georg Simon von Sina finanzierte Wien-Raaber Bahn (WRB) plante zunächst zwei von Wien ausgehende Bahnlinien: eine nach Wiener Neustadt und Gloggnitz bzw. Ödenburg (Gloggnitzer Bahn) sowie die eigentliche Raaber Bahn über Bruck an der Leitha nach Raab (Györ) mit Fortsetzung in Richtung Üj Szöny (heute Stadtteil von Komorn südlich der Donau). Eine ebenfalls geplante Zweiglinie nach Pressburg wurde von der WRB aufgrund der Konkurrenz von Nordbahn und Ungarischer Zentralbahn jedoch nie ausgeführt. In der ersten Planungsphase schien die ungarische Strecke mehr Fracht und höhere Erträge zu versprechen, auch von einer langfristigen (und neigungsarmen) Fortsetzung über Ungarn nach Kroatien und Triest war die Rede. Dies zerschlug sich jedoch rasch und der Bau der Raaber Bahn wurde vorerst eingestellt. Erst am 12. September 1846 wurde die Bahnstrecke bis Bruck an der Leitha eröffnet, mit ihr auch der Raaber Bahnhof. Den im Namen geführte Zielort wurde überhaupt erst 1855 durch die k.k. Südöstliche Staatsbahn (SöStB), in der die WRB inzwischen aufgegangen war, erreicht. Kurze Zeit später übernahm die k.k. priv. Öst.-Ung. Staatseisenbahngesellschaft (StEG) die Strecken der SöStB.

### Ostbahnhof

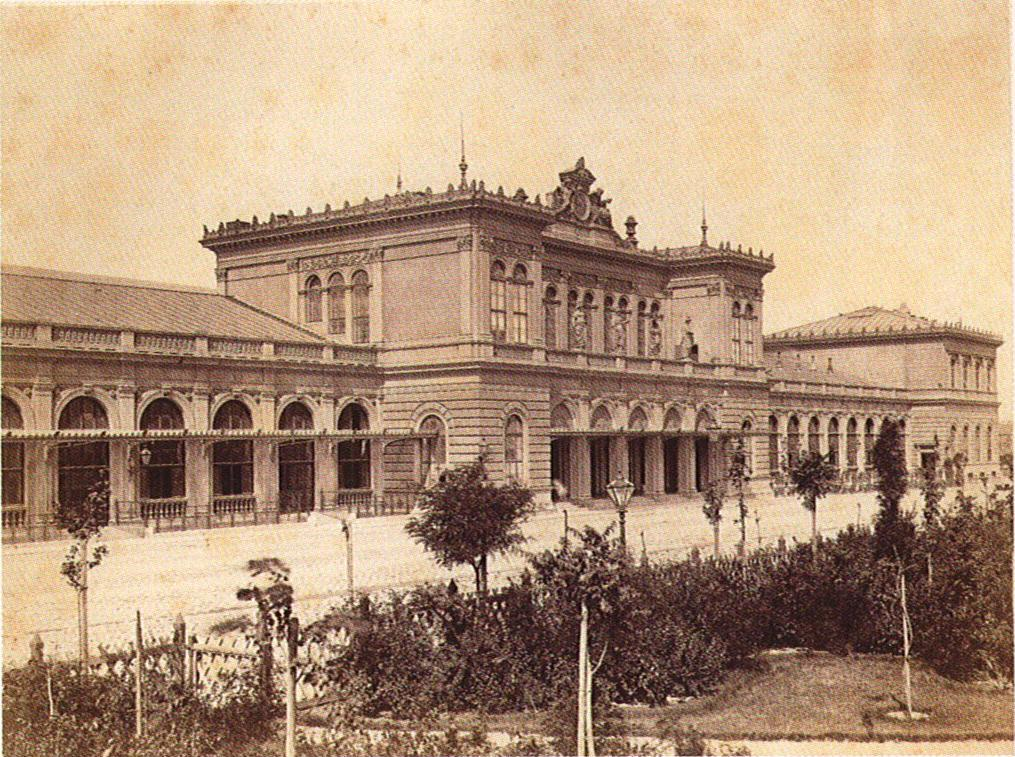
Abfahrtsseite (1880)

Nachdem die Planungen zum aus Laaer Ostbahn und Marchegger Ostbahn bestehenden „Ergänzungsnetz“ der StEG konkret wurden, begannen unter der technischen Leitung von Carl von Ruppert zugleich die Pläne zur Errichtung eines repräsentativen Fernbahnhofes in Wien als Ersatz für den alten Raaber Bahnhof. Der deutsche Architekt Carl Schuhmann plante ein üppiges, jedoch im Gegensatz zum prunkvollen, von Gustave Eiffel gebauten Budapester Westbahnhof etwas schlichter gehaltenes Aufnahmsgebäude mit französischen Stilelementen, da die StEG mehrheitlich mit französischem Kapital finanziert wurde.
Obwohl der Ostbahnhof der Knotenpunkt („Centralbahnhof“) des StEG-Netzes war, mussten einige den Bau einschränkende Forderungen des Militärs aufgrund es angrenzenden Arsenals erfüllt werden. Dies bedingte u. a. die Herabsetzung der Bahnsteige auf Straßenniveau, welche sich ursprünglich (identisch mit dem Südbahnhof) in Hochlage befanden.
Der Bau begann 1867 und erfolgte während dem laufenden Betrieb des alten Raaber Bahnhofs, von dem Teile in den neuen Bahnhof integriert wurden. Am 24. November 1870 wurde der neue „Centralbahnhof“ gemeinsam mit den Strecken nach Brünn und Marchegg eröffnet. Im Vorfeld wurden ausgedehnte Zugförderungsanlagen sowie ein Güterbahnhof errichtet, mehrere Gleise und der 1873 eröffnete Steudeltunnel stellten die Verbindung zum rechtwinkelig gelegenen benachbarten Südbahnhof und der Verbindungsbahn her.

Der Bahnhof war Ausgangspunkt der StEG-Schnellzüge nach Mähren und Ungarn, ab 1885 hielt auch der berühmte Orientexpress im Ostbahnhof. Die Schnellzüge nach dem Osten fuhren dabei fast ausschließlich über Stadlau und Marchegg, da die Ostbahn nach Bruck (damals Kiralyhida) lediglich lokalen Charakter aufwies. Aufgrund der Lage des Bahnhofes mussten von der Verbindungsbahn kommende Expresszüge nach dem Passieren des Steudeltunnels im Vorfeld des Ostbahnhofs stürzen und in die Bahnhofshalle zurück schieben.

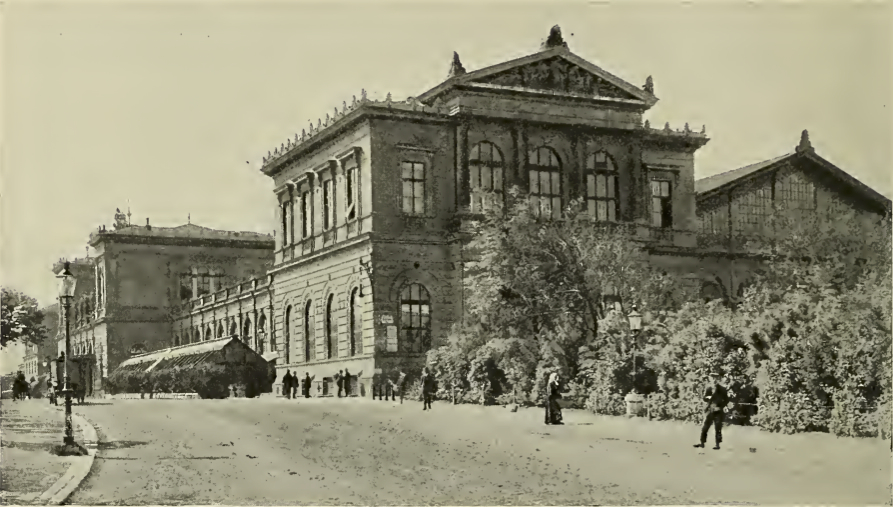
Straßenfront und Abfahrtseite (1905)

1909 wurde die StEG von den k.k. Staatsbahnen übernommen und in Folge bis 30. April 1914 auch offiziell als (k.k.) Staatsbahnhof bezeichnet, nachdem sich der Name schon früher eingebürgert hatte. Die Laaer Ostbahn begann dadurch jedoch an Bedeutung zu verlieren, da der Staat auch die Strecke der kürzeren und neigungsärmeren Nordbahn ebenfalls übernommen hatte. Ab 1914 wurde der Bahnhof offiziell als Ostbahnhof bezeichnet.
Das Ende der Donaumonarchie ließ die Bedeutung des Bahnhofes sinken, da der Verkehr Richtung Böhmen, Ungarn und Rumänien stark abfiel. In der Zwischenkriegszeit war der Ostbahnhof Ausgangspunkt der Schnelltriebwagen nach Ungarn, welche mit den Arpad-Triebwagen der MAV und den VT 42 der BBÖ geführt wurden. 1930 schloss die benachbarte Lokomotivfabrik ihre Tore.
Am Abend des 11. März 1938 war der Richtung Prag abgehende Nachtexpress bereits gegen 20:00 mit Flüchtlingen überfüllt, es kam zu ersten Verhaftungen von Juden durch enttarnte Mitglieder der SA. Angeblich zwangen diese mit Hundepeitschen in der Hand bereits im Zug sitzende Fahrgäste zum wieder Aussteigen und trieben diese „wie Vieh“ ins nächste Gefängnis.
Nach dem Anschluss Österreichs folgte ein starker Verkehrsanstieg in Richtung Osten, der sich im zweigleisigen Ausbau der Ostbahn nach Hegyeshalom durch die Deutsche Reichsbahn äußerte. Im Zweiten Weltkrieg wurde vor allem die Eisenkonstruktion der Halle schwer beschädigt, insgesamt blieb nur der vordere Baukörper der Ankunftsseite weitgehend intakt. Die Abfahrtsseite hingegen wurde fast bis auf die Grundmauern zerstört. Die historische Bausubstanz wäre wiedererrichtbar gewesen, jedoch entschieden sich die Österreichischen Bundesbahnen den Bahnhof mit dem ebenfalls neu zu bauenden Wiener Südbahnhof zusammen zu legen. Der Abriss des Bahnhofs erfolgte während des laufenden Betriebs, so dass die Abfertigung der Züge letztendlich unter freiem Himmel erfolgte.
Als letzter Rest blieb die Zugförderung Wien Ost mit den aus der Bauzeit stammenden Langheizhäusern bis zum Bau des Wiener Hauptbahnhofs ab 2009 erhalten.

## Der Bau

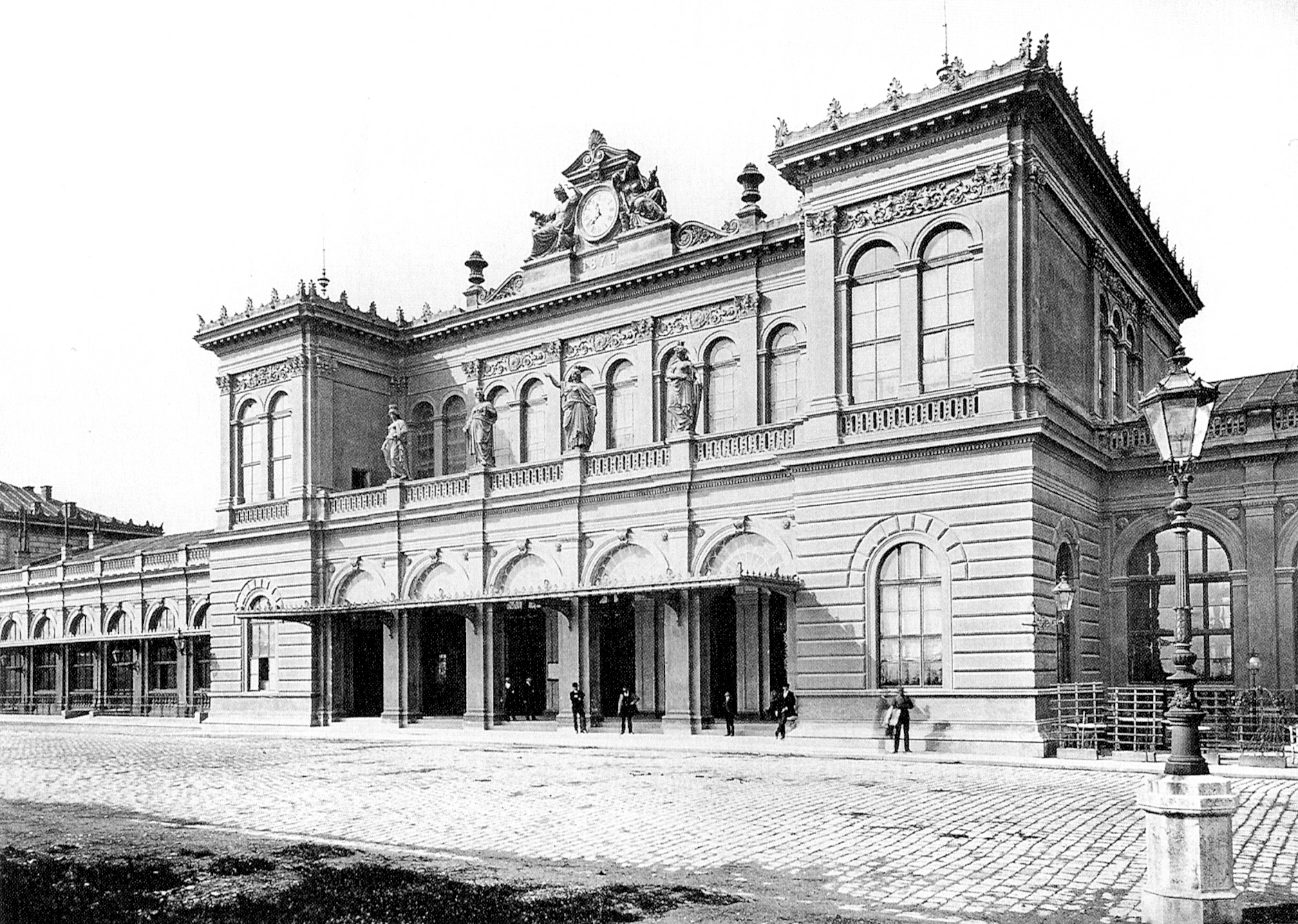
Haupteingang der Abfahrtsseite (1880)

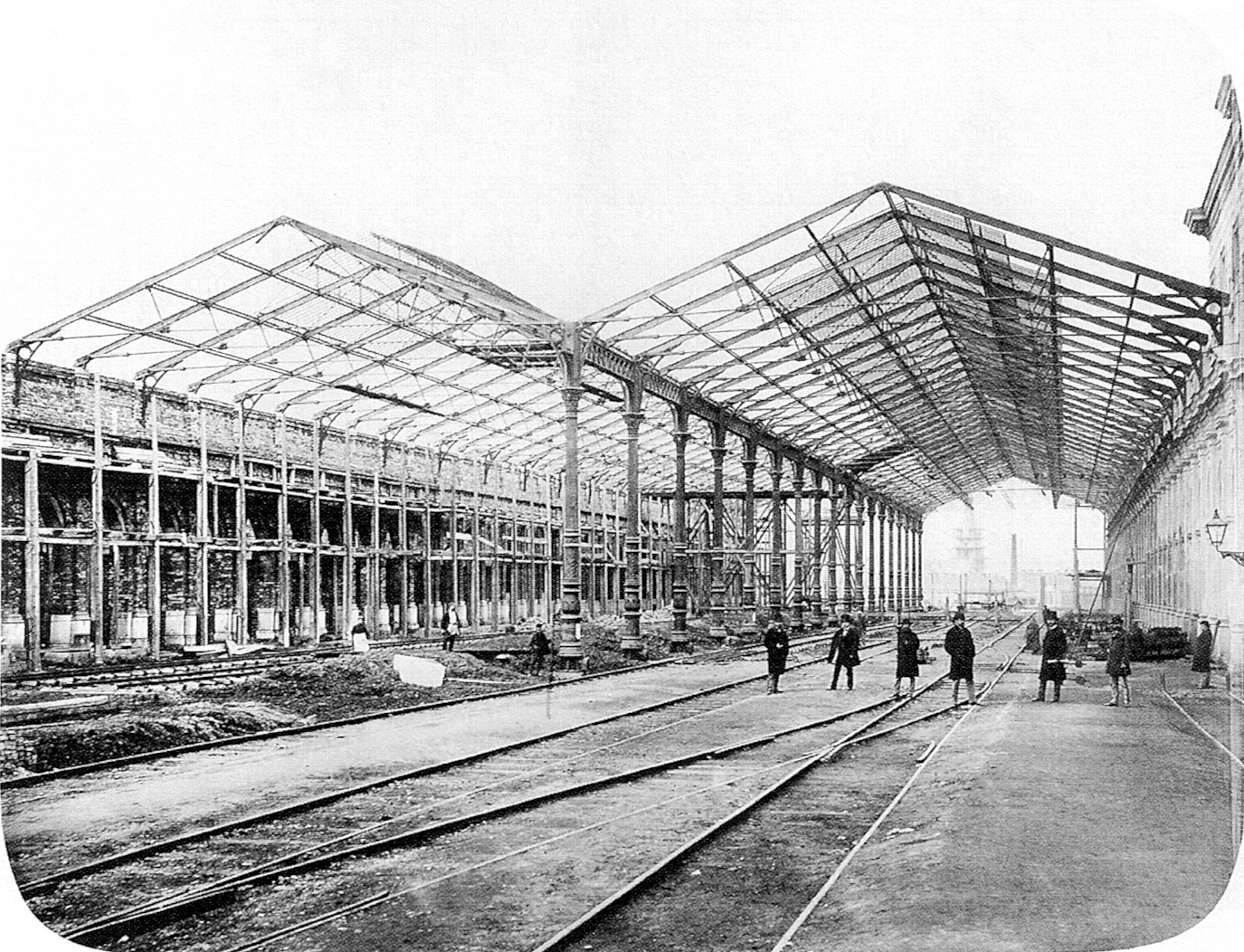
Bau der Bahnhofshalle (1870)

Aufgrund der französischen Dominanz bei der StEG herrschten am im Stil des Historismus gebauten Staatsbahnhof französische Stilelemente (jedoch in abgeschwächter Form) vor. Der Kopfbahnhof besaß wie damals üblich getrennte Zugänge für Abfahrt und Ankunft, die Abfahrtsseite war dementsprechend sehr repräsentativ gestaltet. Allegorische Figuren über dem Eingangsportal symbolisieren die wichtigen Städte am StEG-Netz.
Um die anschließende Bahnstrecke aufgrund der Donaubrücke so tief wie möglich zu halten, waren die Gleisanlagen des Ostbahnhofs im Gegensatz zum benachbarten Südbahnhof ebenerdig angelegt.
Der Ostbahnhof besaß die größte Bahnhofshalle Wiens, allerdings musste diese aufgrund der Forderung des Militärs nach einem freien Schussfeld und befürchteter Beschädigungen durch Explosionen im benachbarten Arsenal niedrig und daher zweischiffig gebaut werden. Die stählerne Dachkonstruktion der 40 Meter breiten und 166 m langen Halle war mit Polonceau-Bindern ausgeführt und von gusseisernen Säulen getragen. Es gab je drei Gleise für Abfahrt und Ankunft, welche durch eine mittig gelegene Säulenreihe getrennt waren. Weichenverbindungen an den Ankunftsgleisen sorgten für ein schnelles wegführen der Lokomotiven bei ankommenden oder durchgehenden Zügen, was den betrieblichen Nachteil eines Kopfbahnhofs milderte. Markant und in Wien einmalig war der Abschluss der Bahnhofshalle mit einer Glaswand an der Straßenfront gegen den Gürtel, ebenfalls ein eher französisches Baumerkmal.
Es gab einen Hofwartesaal für die kaiserliche Familie, Kaiser Franz Joseph fuhr bei seinen Fahrten nach Ungarn mit dem k.u.k Hofzug stets vom Ostbahnhof ab.